# Clinteria coerulea
Clinteria coerulea är en skalbaggsart som beskrevs av Herbst 1783. Clinteria coerulea ingår i släktet Clinteria och familjen Cetoniidae. Utöver nominatformen finns också underarten C. c. megaspilota.